# Miedza (Grande-Pologne)
Pour les articles homonymes, voir Miedza.
Miedza est une localité polonaise de la gmina de Stawiszyn, située dans le powiat de Kalisz en voïvodie de Grande-Pologne.